# Mineralogie
Mineralogia este o ramură a geologiei ce se ocupă cu proprietățile fizico-chimice a mineralelor, rocilor (petrografie) prin studiul constituției lor, a morfologiei cristalelor lor, a genezei, a disponibilităților de combinare chimică ș.a. 

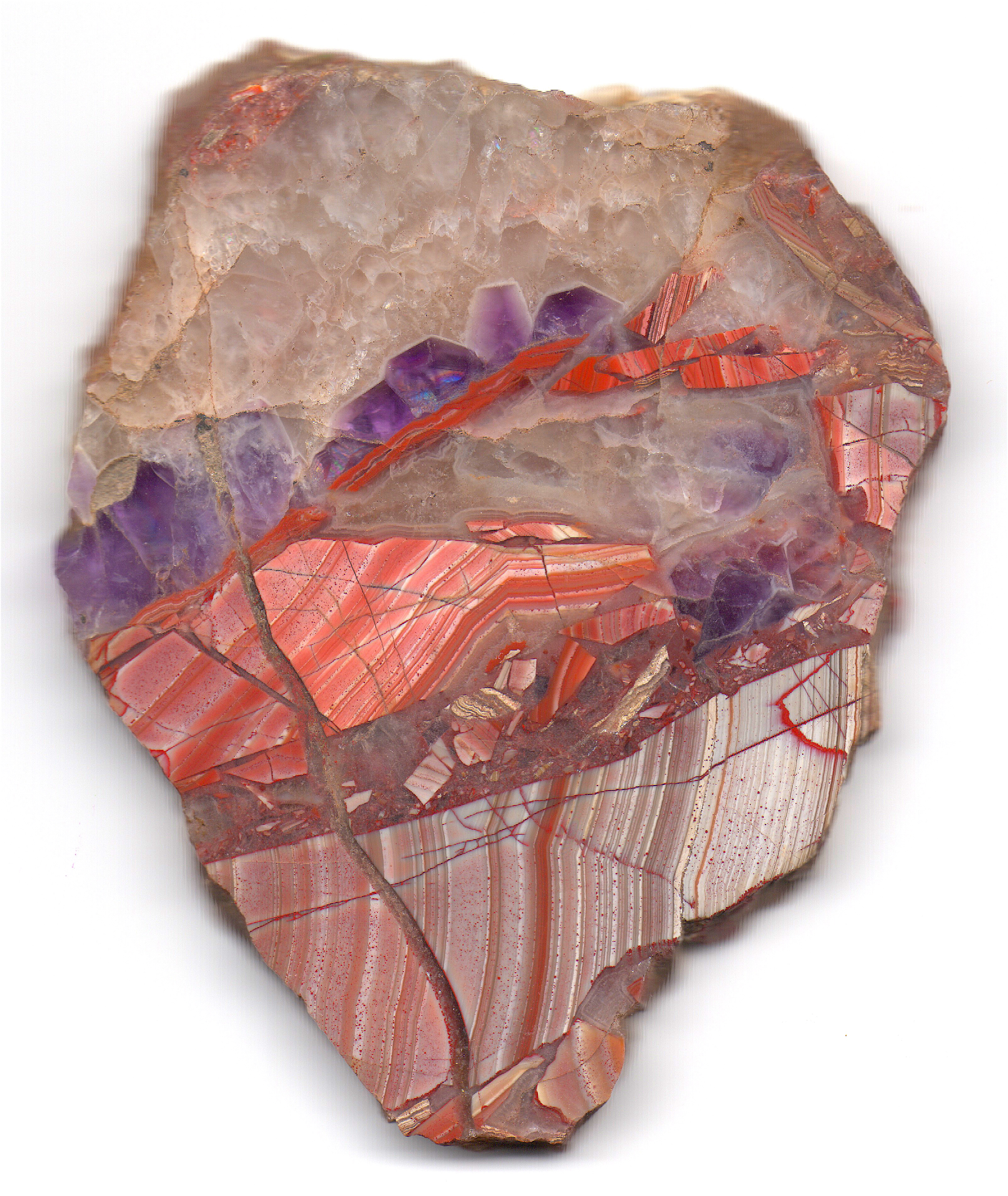
Agat (jos), ametist, cuarț din Maramureș.

## Istorie

### Apariție și dezvoltare
Mineralogia apare în izvoarele scrise ale istoriei încă foarte devreme, de pe vremea Babiloniei, și se referea mai mult la pietrele prețioase. Apoi, ea a apărut la greco-romani, chinezi și indieni. 
De asemenea, o carte celebră având ca temă mineralogia este Historia Naturalis de Pliniu cel Bătrân, care nu includea numai scrieri despre foarte multe minerale, ci avea explicate o mare parte din proprietățile lor. Și renascentistul de specialitate german Georgius Agricola a scris cărți pe aceeași temă, ca de pildă De re metallica(pe metale, 1556) sau De Fossilium Natura (Despre natura Rocks, 1546).
În Europa, studiile sistematice științifice de minerale și roci au fost abordate și dezvoltate în perioada post-renascentistă.

### Studiul modern
Studiul modern de mineralogie a fost fondat pe principiile cristalografice (originile cristalografice geometrice, în sine, pot fi urmărite la mineralogia practicată între secolele XVIII-XIX), precum și studiul microscopic al secțiunilor în pietre (acestea nu s-au putut decât după inventarea microscopului, în secolul al XVII-lea).

## Ramuri ale mineralogiei
- Cristalografie
- Mineralogie specială
- Petrologie
- Petrografie
- Geochimie
- Cosmochimie
- Mineralogie tehnică
- Gemologie

## Proprietăți cercetate și metode
Printre alte proprietăți analizate în scopul caracterizării mineralelor se numără:
1. Structură cristalină în stare solidă (deseori prin studiul cu raze X)
2. Compoziție chimică (în mod frecvent folosindu-se pentru analiză microsonde electronice)
3. Proprietăți mecanice (densitate, duritate, casant, rupere)
4. Proprietăți optice (culoare, transparență, refracție, strălucire)
5. Natura legăturilor atomice notabile (ionice, covalente, metalice)
6. Proprietăți chimice: fotoluminiscență, colorare prin flacără, reactivitate cu acizii
7. Fază de agregare (solidă, lichidă, gazoasă)
8. Solubilitate (în apă, în acizi)
9. Proprietăți electrice și termice: rezistivitate, conductivitate etc.
10. Formă de zăcământ în natură